# Centre d'interprétation des mégalithes
Le centre d'interprétation des mégalithes est un musée de Murat-sur-Vèbre, dans le département du Tarn, en France. Il est l'un des établissements qui constituent la Route des Statues-Menhirs en Occitanie

## Description

### Généralités
Le centre d'interprétation des mégalithes occupe le premier étage du bâtiment de l'office du tourisme de Murat-sur-Vèbre, une ancienne scierie au cœur du bourg. Il a été inauguré en juin 2007, faisant suite à une première exposition présentée dans le local du syndicat d'initiative. Il s'agit d'un lieu d'exposition permanente consacré à la « civilisation des statues-menhirs ». Les collections proviennent en partie de la collection archéologique municipale et de prêts de différents collectionneurs. La muséographie est due à Christian Servelle.

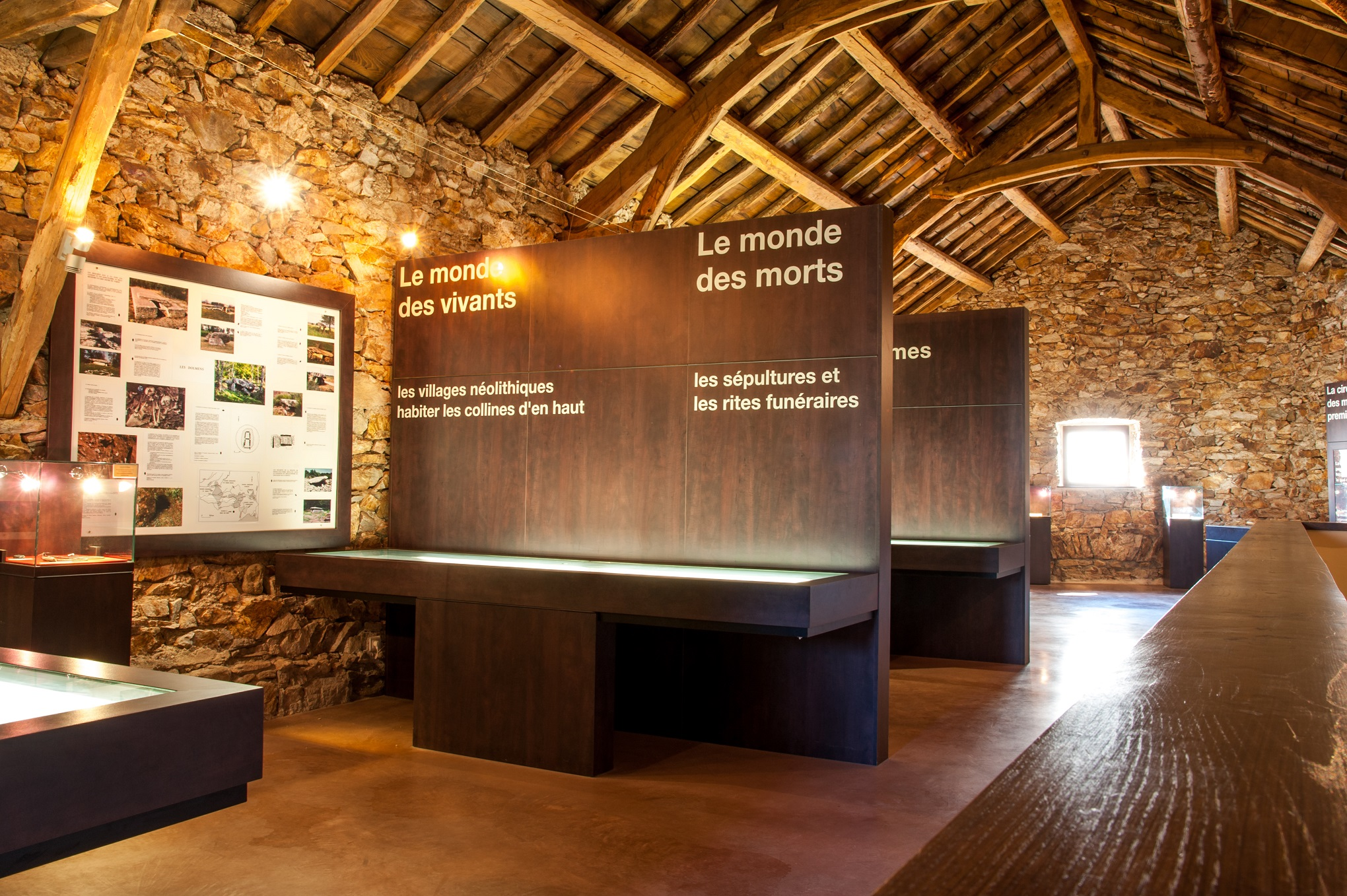
Vue générale de la 1re salle du centre.
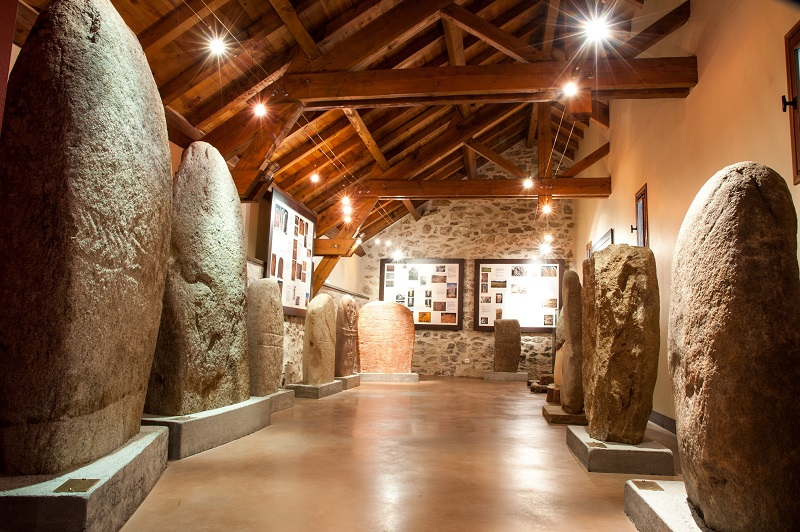
Vue générale de la 2e salle du centre.

### Première salle
La première salle de centre fait découvrir, après une présentation géographique des monts de Lacaune, les hommes et les femmes des premières communautés villageoises du Néolithique au travers d'outils lithiques, d'armes, de meules et d'éléments de parure découverts sur les stations de plein air ou dans les dolmens de la région. Les haches polies sont particulièrement présentes et permettent de préciser les réseaux d'échange de ces populations à l'échelle du Midi de la France. Un crâne humain du Néolithique découvert dans une grotte sépulcrale des monts de Lacaune est exposé en début de parcours. La grotte des Fées au hameau voisin de Boissezon de Masviel avait été aussi identifiée comme un habitat de cette période préhistorique comme l'aven sépulcral de Maurey à Gijounet.

### Deuxième salle
La deuxième salle est consacrée aux monuments de cette période de la préhistoire. Une comparaison entre un menhir et la statue-menhir du col des Saints permet de mettre en évidence les similitudes et les différences entre les deux catégories de mégalithes. Quatre copies issues d'un atelier de tailleur de pierre illustrent les trois types de statues-menhirs présentes sur le territoire : masculine, féminine et transformée. Sont ensuite présentées avec un éclairage adaptée huit statues-menhirs authentiques que les propriétaires ont mis à disposition du centre. Elles sont ainsi protégées de la forte dégradation que l'on constate sur celles exposées en extérieur depuis leur découverte dans les années 1960. Des relevés graphiques proposés sur les panneaux permettent d'identifier les motifs anatomiques et les attributs représentés sur les monuments.

## Statues-menhirs exposées
Le centre expose les statues-menhirs suivantes :
- Cambous[3]
- Col des Saints[4]
- Devès de Félines[5]
- Favarels[6]
- Granisse[7] (copie)
- Moulin de Louat 1[8] (copie)
- Montagnol[9]
- Puget 1[10]
- Ténezole[11]
- Le Vergnas[12] (copie)